# Paul B. Johnson Sr.
Paul Burney Johnson Sr. (ur. 23 marca 1880 w Hillsboro w stanie Missisipi, zm. 26 grudnia 1943 w Hattiesburgu w stanie Missisipi) – amerykański polityk, działacz Partii Demokratycznej, prawnik, sędzia, ojciec polityka Paula B. Johnsona Jr.
W latach 1919–1923 reprezentował 6. okręg Missisipi w Izbie Reprezentantów Stanów Zjednoczonych. Od 1940 do śmierci pełnił funkcję gubernatora stanu Missisipi.
10 lutego 1915 poślubił Corinne Venable. Para miała troje biologicznych dzieci i jedną adoptowaną córkę.